# Shadybrook (Texas)
Shadybrook es un lugar designado por el censo ubicado en el condado de Cherokee en el estado estadounidense de Texas. En el Censo de 2010 tenía una población de 1967 habitantes y una densidad poblacional de 82,01 personas por km².

## Geografía
Shadybrook se encuentra ubicado en las coordenadas 32°6′48″N 95°25′28″O / 32.11333, -95.42444. Según la Oficina del Censo de los Estados Unidos, Shadybrook tiene una superficie total de 23.99 km², de la cual 19.98 km² corresponden a tierra firme y (16.68%) 4 km² es agua.

## Demografía
Según el censo de 2010, había 1967 personas residiendo en Shadybrook. La densidad de población era de 82,01 hab./km². De los 1967 habitantes, Shadybrook estaba compuesto por el 88.05% blancos, el 5.44% eran afroamericanos, el 0.81% eran amerindios, el 0.25% eran asiáticos, el 0% eran isleños del Pacífico, el 2.39% eran de otras razas y el 3.05% pertenecían a dos o más razas. Del total de la población el 4.98% eran hispanos o latinos de cualquier raza.